# Torretta Pepoli
La Torretta Pepoli è un edificio di Erice, di gusto eclettico, posto al di sotto del Castello di Venere e delle torri medievali del Balio. La struttura occupa il lato est del giardino del Balio e precisamente quella del “Parco dei Runzi”, zona così volgarmente denominata per la presenza di rovi.

## Storia
Edificata tra il 1872 ed il 1880, fu impiegata da Agostino Pepoli, per accogliere amici letterati del tempo e come luogo di studio per le sue ricerche archeologiche. Il suo stile architettonico richiama architetture medievali e neogotiche con richiami vagamente liberty.
La forte valenza estetica è stata subito evidente e nel 1925 il ministero della Pubblica Istruzione emanava una dichiarazione di notevole interesse pubblico , riconfermata nel 1992 dall’Assessorato Regionale per i Beni Culturali e Ambientali .
Nel 2014 è stato completato il restauro seguito dalla soprintendenza regionale dei Beni culturali di Trapani e sostenuto dal Comune di Erice.

## Architettura
Il corpo architettonico è il risultato armonico di diverse forme geometriche: un parallelepipedo sormontato da due torri quadrangolari, un cubo, a cui corrisponde l’ingresso, e un cilindro merlato. Questo, totalmente rivestito da vetrate, è decorato da piastrelle di ceramica bianche e nere che richiamano lo stemma araldico della famiglia Pepoli. Evidente risulta essere la stretta connessione tra l’elemento naturale (la roccia) e la costruzione stessa svelando una sensibilità che richiama l’architettura greca classica.
Dallo studio di alcune cartoline del tempo è possibile affermare che, nel 1903, il prospetto nord presentava una grande vetrata, nel 1910 l’apertura era stata chiusa ed al suo posto vi era un balconcino e, nel livello superiore, vi era un corpo aggettante sormontato da una cupoletta.
Non si conosce la destinazione d’uso delle stanze a eccezione di un piccolo cucinino. Erano evidenti invece, resti di una cisterna e di una scalinata parzialmente ancorata al muro.
La pavimentazione è una fedele riproduzione dell’originale: maiolica realizzata dalla ceramica ericina. 
Le finestre inquadrano le antiche strutture architettoniche e le bellezze paesaggistiche.
La torretta, usata come dépendance delle torri, era unita a queste da un piccolo sentiero che giungeva davanti a una porta di piccole dimensioni nascosta dagli alberi.

## Restauro e fruizione
Il restauro mirava al recupero dell’immobile e alla salvaguardia dei valori storico culturali.
Iniziato 2013 e terminato nel 2014, è stato realizzato con materiali simili a quelli originariamente presenti come il marmo di Carrara, le tegole siciliane in argilla cotta, tufo di Favignana e il legno di quercia.
La Torretta è fruibile al pubblico dal 2014 come museo interattivo ed è stata intitolata Osservatorio di Pace e Faro del mediterraneo.